# Виборчий округ 3
Виборчий округ 3 — виборчий округ в Автономній Республіці Крим, який внаслідок окупації Кримського півострову Російською Федерацією в 2014 році, тимчасово не перебуває під контролем України і вибори в ньому не проводяться. В сучасному вигляді був утворений 28 квітня 2012 постановою ЦВК №82 (до цього моменту існувала інша система виборчих округів). Внаслідок подій 2014 року в цьому окрузі вибори були проведені лише один раз, а саме парламентські вибори 28 жовтня 2012. Станом на 2012 рік окружна виборча комісія цього округу розташовувалась в Джанкойському міському центрі культури та дозвілля за адресою м. Джанкой, вул. Леніна, 45/2.
До складу округу входять місто Джанкой, а також Джанкойський та Красногвардійський райони. Виборчий округ 3 межує з округом 10 і округом 4 на південному заході, з округом 9 на заході, з округом 8 на сході і на півдні та обмежений узбережжям затоки Сиваш на північному сході. Виборчий округ №3 складається з виборчих дільниць під номерами 010137-010214, 010253-010268, 010270-010318 та 010768-010788.

## Народні депутати від округу
| Ім'я                       | Фото | Партія          | Скликання | Дата набуття повноважень | Дата припинення повноважень |
| -------------------------- | ---- | --------------- | --------- | ------------------------ | --------------------------- |
| Нетецька Олена Анатоліївна |      | Партія регіонів | 7-ме      | 12 грудня 2012           | 27 листопада 2014           |

## Результати виборів
Кандидати-мажоритарники:
- Нетецька Олена Анатоліївна (Партія регіонів)
- Шкляр Володимир Борисович (самовисування)
- Гавриш Микола Миколайович (Комуністична партія України)
- Багатирли Еміне Бахтіярівна (УДАР)
- Матюшенко Юрій Федорович (Українська морська партія)
- П'яних Микола Васильович (Зелені)
- Болтян Олександр Олексійович (Свобода)
- Бушковський Яків Гаррієвич (Держава)
- Федоров Едуард Анатолійович (Народна партія)
- Рижак Олександр Миколайович (самовисування)
- Гаврилюк Олена Анатоліївна (Об'єднані ліві і селяни)
- Міщенко Олександр Валентинович (Союз. Чорнобиль. Україна.)
- Петрик Сергій Михайлович (Партія зелених України)
- Кудінова Юлія Сергіївна (Союз)
- Мирочников Яков Михайлович (Молодіжна партія України)
- Чимпоєш Андрій Михайлович (Нова політика)
- Тарасенко Олександр Георгійович (Віче)
- Дузь Вікторія Вікторівна (Народна ініціатива)
- Кісієва Людмила Олександрівна (самовисування)
- Пилипенко Віталій Федорович (Українська партія «Зелена планета»)
- Денисенко Олександр Петрович (самовисування)